# Hökümə Qurbanova
Hökümə Abbasəli qızı Qurbanova (Baku, 29 maggio 1913 – Baku, 2 novembre 1988) è stata un'attrice azera, di cinema e teatro, che ha ricevuto nel 1965, l'onorificenza di Artista del Popolo dell'Unione Sovietica.

## Biografia
Nata a Baku, il 29 maggio 1913, si diploma in pedagogia, nel 1931, al Liceo di Baku.
Studia pianoforte al Conservatorio della stessa città, ed inizia a fare l'attrice nel 1933, allo studio cinematografico Azerbaijanfilm. Dal 1938, recita prevalentemente in ruoli drammatici. È stata membro dell'Unione dei Cineasti dell'Azerbaigian e deputato del Soviet supremo della Repubblica Socialista Sovietica Azera nella settima e ottava legislatura.
Morì il 2 novembre 1988 a Baku e fu sepolta nel Famedio della città.

### Vita privata
È stata sposata, per breve tempo, con l'attore Alasgar Alakbarov, col quale ha avuto una figlia.

## Teatro
| Autore          | Titolo              | Ruolo     |
| --------------- | ------------------- | --------- |
| Samed Vurgun    | Vagif               | Tamara    |
| Samed Vurgun    | Ferhad e Shirin     | Shirin    |
| Mehdi Huseyn    | Javanshir           | Reyhan    |
| Jafar Jabbarly  | The bride of fire   | Solmaz    |
| Mirza İbrahimov | Bumpkin             | Banovsha  |
| Shakespeare     | Antonio e Cleopatra | Cleopatra |

## Filmografia
- Almas (1932)
- Una famigliac (1943)
- Can he be forgiven  (1959)
- The life theaches  (1961)
- Io ballerò  (1962)
- Woolen scarf  (1965)
- L'uomo che getta l'ancora  (1967)
- Habib, sovrano dei serpenti  (1972)

## Onorificenze
- 1949: Ordine del Distintivo d'onore
- 1959: Ordine di Lenin
- 1965: Artista del Popolo
- 1965: Premio dello Stato dell'Azerbaijan
- 1973: Ordine della Bandiera rossa del lavoro